# Nikołaj Glebow-Awiłow
Nikołaj Pawłowicz Glebow-Awiłow (ros. Николай Павлович Глебов-Авилов, ur. 11 października?/23 października 1887 w Kałudze, zm. 13 lipca 1937) – radziecki polityk, działacz partyjny, ludowy komisarz poczt i telegrafów Rosyjskiej Republiki Radzieckiej (1917).

## Życiorys
Od 1904 członek SDPRR, bolszewik, uczył się w szkole partyjnej w Bolonii, w 1908 aresztowany i skazany na zesłanie do guberni tobolskiej (Jałutorowsk i Tara), zwolniony. W 1915 ponownie aresztowany, skazany na zesłanie do Kraju Narymskiego, skąd w lutym 1917 zbiegł, został członkiem Newskiego Komitetu Rejonowego SDPRR(b) w Piotrogrodzie, od kwietnia do października 1917 członek Piotrogrodzkiego Komitetu SDPRR(b), był również członkiem Komitetu Wykonawczego Piotrogrodzkiego Komitetu SDPRR(b). Od kwietnia do października 1917 redaktor pisma „Wiestnik Profsojuzow” w Piotrogrodzie, od 12 maja do 16 sierpnia 1917 zastępca członka KC SDPRR(b), od 9 listopada do 22 grudnia 1917 ludowy komisarz poczt i telegrafów Rosyjskiej Republiki Radzieckiej, od grudnia 1917 do lutego 1918 pomocnik komisarza Banku Narodowego Rosyjskiej Republiki Radzieckiej. W styczniu 1918 komisarz obrony rewolucyjnej Pskowa, w lutym-marcu 1918 komisarz Komitetu Obrony Piotrogrodu, w kwietniu-maju 1918 główny komisarz Floty Czarnomorskiej, od lipca 1918 do marca 1919 redaktor odpowiedzialny pisma „Trud”. Od 10 grudnia 1918 do grudnia 1919 członek Kolegium Ludowego Komisariatu Pracy RFSRR, od marca 1919 do kwietnia 1921 członek Prezydium Wszechzwiązkowej Centralnej Rady Związków Zawodowych, od marca 1919 do lutego 1920 sekretarz jej Prezydium, od 29 grudnia 1919 do 3 stycznia 1920 przewodniczący czernihowskiego gubernialnego komitetu rewolucyjnego.
Od 9 do 29 maja 1920 ludowy komisarz ubezpieczeń społecznych Ukraińskiej SRR, od 9 maja 1920 do stycznia 1921 pełnomocnik Ludowego Komisariatu Pracy RFSRR przy Radzie Komisarzy Ludowych Ukraińskiej SRR, od 15 maja 1920 do stycznia 1921 przewodniczący Wszechukraińskiego Komitetu ds. Powszechnego Obowiązku Pracowniczego, od 3 stycznia do kwietnia 1921 kierownik Wydziału Wydawniczego Wszechzwiązkowej Centralnej Rady Związków Zawodowych. Od lutego do kwietnia 1921 ponownie redaktor odpowiedzialny gazety „Trud”, od kwietnia do grudnia 1921 sekretarz odpowiedzialny briańskiego gubernialnego komitetu RKP(b), potem szef Wydziału Propagandy i Agitacji Piotrogrodzkiego Komitetu Gubernialnego RKP(b), od lipca 1922 do maja 1923 organizator odpowiedzialny komitetu rejonowego RKP(b) w Piotrogrodzie. Od maja 1923 do stycznia 1921 redaktor odpowiedzialny „Krasnoj Gaziety” w Piotrogrodzie, od 13 lipca 1923 do kwietnia 1926 członek Północno-Zachodniego Biura KC RKP(b)/WKP(b). Od stycznia 1924 do kwietnia 1926 przewodniczący Północno-Zachodniego Biura Wszechzwiązkowej Centralnej Rady Związków Zawodowych i przewodniczący Piotrogrodzkiej/Leningradzkiej Rady Związków Zawodowych, od 31 maja 1924 do 18 grudnia 1925 zastępca członka KC WKP(b), od kwietnia 1926 do lutego 1928 radca Ambasady ZSRR we Włoszech, od maja 1928 do 1932 kierował budową fabryki w Rostowie nad Donem, później był jej dyrektorem.
19 września 1936 aresztowany, następnie skazany na śmierć przez Wojskowe Kolegium Sądu Najwyższego ZSRR i rozstrzelany. W 1956 pośmiertnie zrehabilitowany.